# Głęboki Kąt (rejon prużański)
Głeboki Kąt (biał. Глыбокі Кут, Hłyboki Kut; ros. Глубокий Кут, Głubokij Kut) – wieś na Białorusi, w obwodzie brzeskim, w rejonie prużańskim, w sielsowiecie Suchopol.
W latach 1921–1939 należała do gminy Suchopol.
Według Powszechnego Spisu Ludności z 1921 roku wieś zamieszkiwało 197 osób, wszystkie były wyznania prawosławnego i wszyscy mieszkańcy zadeklarowali białoruską przynależność narodową. We wsi było 30 budynków mieszkalnych.